# Valle Mosso
Valle Mosso (piemontiul: La Val Mòss) település Olaszországban, Piemont régióban, Biella megyében. Lakosainak száma 3231 fő (2018. január 1.). Valle Mosso Bioglio, Pettinengo, Strona, Trivero, Vallanzengo, Valle San Nicolao, Veglio, Mosso, Campiglia Cervo és Piedicavallo községekkel határos.

## Népesség
A település lakossága az elmúlt években az alábbi módon változott:

| 2017 | 3 340 |
| 2018 | 3 231 |